# جنیفر الی
 جنیفر الی (انگلیسی: Jennifer Elie؛ زاده ۲۲ سپتامبر ۱۹۸۶) یک تنیس‌باز اهل ایالات متحده آمریکا است.